# El Corsario sin Rostro
El Corsario sin Rostro fue una serie de cuadernos de aventuras creados por Federico Amorós y Manuel Gago para la  Editorial Maga en 1959, con 42 números publicados. Considerada una de las mejores coleccioes de esta editorial, fue la segunda ambientada en el mundo de la piratería, tras Carlos de Alcántara (1955).

## Trayectoria editorial
El primer número fue regalado con el cuaderno quinto de Apache. En estos primeros cuadernos, Gago se esmeró más de lo habitual.

## Argumento
El Corsario sin Rostro presenta una intriga folletinesca.

## Valoración
El Corsario sin Rostro fue una de las mejores series de sus autores, capaz de provocar momentos de suspense y hasta terror en sus lectores. Dentro de la prolífica producción de Manuel Gago para esta editorial, sólo Piel de Lobo puede hacerle sombra.